# Brit Awards 1991
Brit Awards 2011 – 11. gala Brit Awards, która odbyła się 10 lutego 1991 r. w Dominion Theatre w Londynie. Uroczystość poprowadził Simon Bates.

## Nominacje

### Najlepszy brytyjski artysta
- Elton John
  - George Michael
  - Jimmy Somerville
  - Phil Collins
  - Robert Smith
  - Van Morrison

### Najlepsza brytyjska artystka
- Lisa Stansfield
  - Betty Boo
  - Caron Wheeler
  - Dusty Springfield
  - Elizabeth Fraser

### Najlepszy brytyjski teledysk
- The Beautiful South
  - Adamski
  - Beloved
  - Betty Boo
  - Billy Idol
  - Depeche Mode
  - George Michael
  - Go West
  - Seal
  - The Cure

### Najlepsza brytyjska grupa
- The Cure
  - Happy Mondays
  - Soul II Soul
  - Talk Talk
  - The Beautiful South
  - The Stone Roses

### Najlepszy brytyjski album
- George Michael – Listen Without Prejudice Vol. 1
  - Elton John – Sleeping with the Past
  - Lisa Stansfield – Real Love
  - Prefab Sprout – Jordan: The Comeback
  - The Beautiful South – Choke
  - Van Morrison – Enlightenment

### Najlepszy brytyjski singel
- Depeche Mode – Enjoy the Silence

### Największy przełom w muzyce brytyjskiej
- Betty Boo
  - Beats International
  - Happy Mondays
  - The Charlatans
  - The La’s

### Najlepsze nagranie muzyki poważnej
- Zubin Mehta
  - John Elliot Gardner
  - Kent Nagano
  - Matthew Best
  - Oliver Knussen

### Najlepszy muzyka filmowa
- Miasteczko Twin Peaks
  - Szybki jak błyskawica
  - Uwierz w ducha
  - Pretty Woman
  - Dzikość serca

### Najlepszy brytyjski producent
- Chris Thomas
  - George Michael
  - Nellee Hooper
  - Paul Oakenfold i Steve Osborne
  - Youth

### Najlepszy międzynarodowy artysta
- Michael Hutchence
  - Jon Bon Jovi
  - MC Hammer
  - Paul Simon
  - Prince

### Najlepsza międzynarodowa artystka
- Sinéad O’Connor
  - Janet Jackson
  - Madonna
  - Mariah Carey
  - Neneh Cherry
  - Tina Turner
  - Whitney Houston

### Największy przełom na scenie międzynarodowej
- MC Hammer
  - Deee-Lite
  - Maria McKee
  - Mariah Carey
  - Wilson Phillips

### Najlepsza międzynarodowa grupa
- INXS
  - The B-52’s
  - De La Soul
  - Faith No More
  - Roxette